# Фридрих фон Атемс
Фридрих фон Атемс (на немски: Friedrich von Attems; * 25 ноември 1447 в Атимис; † 1517 в Грац) е австрийски благородник от род Атемс.

## Биография
Той е големият син на Николо/Николузио де Атемс (1424 – 1484) и съпругата му Мариария Мадалена ди Брацако от Италия, дъщеря на Каспар де Брацако и Тадеа дел Торсо. Внук е на Рудолф/Родолфо де Атемс (1396 – 1449/1452/1461) и първата му съпруга Симона де Партистано († 1445). Правнук е на Херман II де Атемс († 1411) и Урсула де Панини († 1397).
Фамилията му фон Атемс се нарича 1025 г. на замъка Атемс (Атимис) при Чивидале дел Фриули. Брат е на Симон Леонхард фон Атемс (1449 – 1529).
Фридрих фон Атемс отива 1473 г. в Градиска и става дворцов канцлер.
Фридрих фон Атемс умира на 69 години през 1517 г. в Грац. Правнуците му Якоб Адам (1526 – 1590) и Херман фон Атемс (1564 – 1611) стават фрайхерен на Атемс-Кройц на 25 април 1605 г.
На 6 септември 1630 г. правнуците му Йохан Фридрих фон Атемс (1593 – 1663), Йохан Якоб фон Атемс (1598 – 1670) и Фердинанд фон Атемс (1603 – 1634) стават имперски графове на Атемс, фрайхерен на Хайлигенкройц, Лоренц фон Атемс (1600 – 1656) става на 14 септември 1652 г. граф на Атемс, фрайхер на Петценщайн.

## Фамилия
Фридрих фон Атемс се жени 1476 г. в Гьорц за Елизабет Расауер фон Расау († 1511), дъщеря на Волфаганг Расауер фон Расау и Агнес фон Тоблах. Те имат два сина:
- Хиронимус фон Атемс (* 1477, Гьорц; † 4 юли 1556, Гьорц), 1515 г. съветник в Гьорц, женен 1517 г. за Катарина ди Орцон († 3 август 1572), дъщеря на Филипо Джиакомо ди Орцон и Маддалена ди Постенстро; баща на Якоб Адам (1526 – 1590)
- Улвин Волфганг Зигмунд фон Атемс (* 1479, Гьорц; † 1551, Гьорц), женен I. за Маргарета ди Орцон († 1536), дъщеря на Леонхард фон Орцон и Катарина фон Гутенщайн, II. ок. 1538 г. за София фон Гюлай († сл. 1568); баща на Волфганг Зигмунд фон Атемс († 1620), който е баща на Лоренц фон Атемс (1600 – 1656), който на 14 септември 1652 г. става граф на Атемс, фрайхер на Петценщайн.